# Lliga dels Socialdemòcrates
La Lliga dels Socialdemòcrates (en xinès:社會民主連線, en anglès: League of Social Democrats) és una organització política pro-democràtica de Hong Kong. Els seus objectius declarats són "donar un suport net en la defensa dels interessos de les bases". És un partit socialdemòcrata, i entre els seus membres fundadors es troben Leung "Cabells llargs" Kwok-hung, i antics membre del Partit Democràtic, com Andrew To, i Albert Chan.

## Ideologia
A causa de les seves idees i tàctiques, l'LSD era considerada l'ala radical del camp pro-democràcia. Està composta per legisladors, activistes i residents ordinaris. S'oposa a les desigualtats econòmiques creades per la col·lusió entre el govern i les grans empreses; com a partit socialdemòcrata, creu que per a una societat justa facin falta la redistribució de la riquesa, la intervenció pública en l'economia i la democràcia directa.

## Relació amb els partits prou-democràtics
Des de la participació en l'elecció del Cap Executiu Alan Leong, la Lliga dels Socialdemòcrates va refusar cooperar amb el Partit Democràtic i el Partit Cívic. En l'elecció del Comitè Electiu, la Lliga dels Socialdemòcrates va refusar presentar un candidat en protesta a la "elecció en un petit cercle".
Durant la marxa en contra de l'elecció en un petit cercle, el 18 de març de 2007, quant el vicepresident del Partit Cívic, Fernando Cheung estava parlant, els socialdemòcrates el van interrompre. Més endavant, en una trobada prou-democràtic a l'abril de 2007, el socialdemòcrata Albert Chan va abandonar en trobada dient que no podia suportar les "irresponsables crítiques" cap a ell.